# Enhydrosoma barnishi
Enhydrosoma barnishi är en kräftdjursart som beskrevs av Wells 1967. Enhydrosoma barnishi ingår i släktet Enhydrosoma och familjen Cletodidae. Inga underarter finns listade i Catalogue of Life.